# Птеригопліхт парчевий
Птеригопліхт парчевий (Pterygoplichthys gibbiceps) — вид прісноводних риб із родини Лорікарієвих. Мешкає в басейні річки Амазонка в Південній Америці. Акваріумна риба. Інша назва «леопардовий сомик».

## Зовнішній вигляд
Тіло сплющене зверху, видовжене. Одна пара вусів. Статевозрілі особини у природних умовах досягають 50 см завдовжки, в акваріумах ростуть до 20–30 см. Тривалість життя до 20 років. У цих риб добре розвинені ротові присоски, завдяки чому вони можуть присмоктуватися до вертикальних поверхонь. Для цих сомів характерним є наявність гребеня перед великим спинним плавцем, який складається з 12–13 променів та нагадує за формою парус, а довжина його першого променя дорівнює довжині голови. Самці більші за самок, забарвлення у них більш яскраве, а на видовжених грудних плавцях знаходяться шипи. У дорослих самців геніальний сосочок відкопилюється, у самок він притискається до тулуба. Тіло парчевого птеригопліхта прикрашене леопардовим малюнком, що складається з плям у діапазоні від кавового до чорного кольорів, які облямовані жовтими смужками. Узор на голові більш дрібний, ніж на тілі. Із збільшенням розмірів малюнок стає дрібніший, у старих особин може зовсім зникати.

## Спосіб життя
Парчевий птеригопліхт мешкає в Південній Америці в басейнах річок Амазонки та Ориноко. У природних умовах зустрічається у Бразилії, Еквадорі, Перу та Венесуелі. Мешкає у прісних водах із pH: 6,0–8,0; dH: 5–19 та температурою 23–27°C. Найчастіше тримаються мілководних ділянок річок зі слабкою течією, а також на затоплених ділянках під час сезону дощів. Може переносити нестачу кисню у воді. За допомогою кровоносної системи своєї кишки може засвоювати атмосферне повітря. Для цього він піднімається до поверхні та заковтує ротом повітря. Переносить період посухи. У цей час парчевий птеригопліхт впадає у сплячку та знаходиться у печерах з мулу вздовж берегів. Печери також використовує для дозрівання ікри.

## Утримання в акваріумах

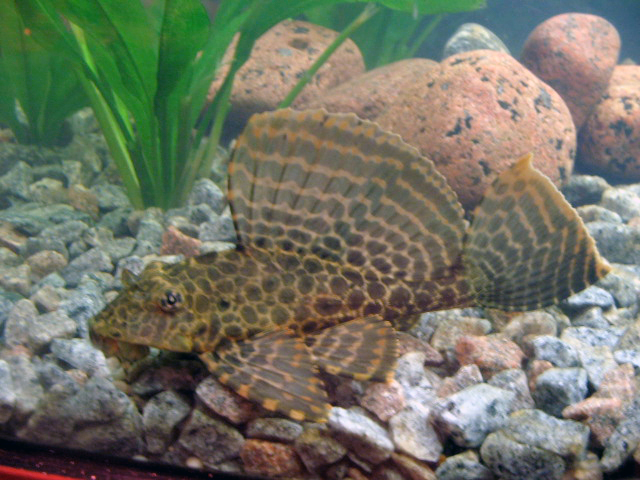

У цілому невибагливий до умов утримання. Необхідний акваріум від 100 літрів. Парчевий птеригопліхт — придонний мешканець, активні переважно ввечері та вночі. Тому рекомендується створення сховищ, де риби можуть перебувати вдень. В акваріумі необхідна фільтрація, аерація та щотижнева заміна до 50 % води. Рекомендується утримувати при 22–30 °C, dH 4–20°, pH 6,5–8,2.
Парчевий птеригопліхт, не дивлячись на чималі розміри, добре співіснує з іншими рибами невеликого розміру, особливо якщо вони мешканці середніх та верхніх шарів. До великих риб можуть проявляти агресію.
У раціоні переважають рослинні корми. Їх можна годувати огірком, листям шпинату, салату, капусти, кропиви, кульбаби, а також різноманітними водоростями та водними рослинами. Для оптимального раціону необхідно додавати тваринні корми: мотиль, трубочник, подрібнені креветки. Співвідношення тваринного і рослинного кормів повинно бути 2:3. Також ці риби добре поїдають сухий корм у вигляді пластівців та гранул. Дорослі соми можуть поїдати акваріумні рослини. Птеригопліхт парчевий має популярність серед акваріумістів завдяки своїй здатності живитися мікроскопічними водоростями, що вкривають підводні предмети. Такою поведінкою він очищає скло акваріума.
В акваріумі повинні бути корчі — соми не тільки ховаються в них удень, але і обгризають. Відсутність корчів може привести до кишкових розладів.
Розведення цих сомів в акваріумах не здійснюється через неможливість створення необхідних умов — глибоких нерестових нір.